# Echinops fastigiatus
Echinops fastigiatus là một loài thực vật có hoa trong họ Cúc. Loài này được Kamelin & Tscherneva mô tả khoa học đầu tiên năm 1971.